# Anjou Bleu Communauté
Anjou Bleu Communauté est une communauté de communes française située dans le département de Maine-et-Loire et la région Pays de la Loire.
Elle se situe dans la région du Segréen et fait partie du syndicat mixte Pôle d'équilibre territorial et rural du Segréen.

## Historique
Le 16 décembre 2016, la communauté candéenne de coopérations communales est étendue aux périmètres des communes issues de la communauté de communes de la région de Pouancé-Combrée et de la communauté de communes du canton de Segré puis renommée Anjou Bleu Communauté.
Ce nouvel ensemble correspond à la fusion des 3 intercommunalités du nord-ouest du Segréen, telle que l'avait envisagée le schéma départemental de coopération intercommunale de Maine-et-Loire, approuvé le 22 janvier 2016 par la commission départementale de coopération intercommunale.
Le 1er janvier 2018, Freigné quitte l'intercommunalité en s'intégrant dans la commune nouvelle de Vallons-de-l'Erdre en Loire-Atlantique.

## Territoire communautaire

### Géographie
Située dans le nord-ouest  du département de Maine-et-Loire, l'intercommunalité Anjou Bleu Communauté regroupe 11 communes et présente une superficie de 647,5 km2.

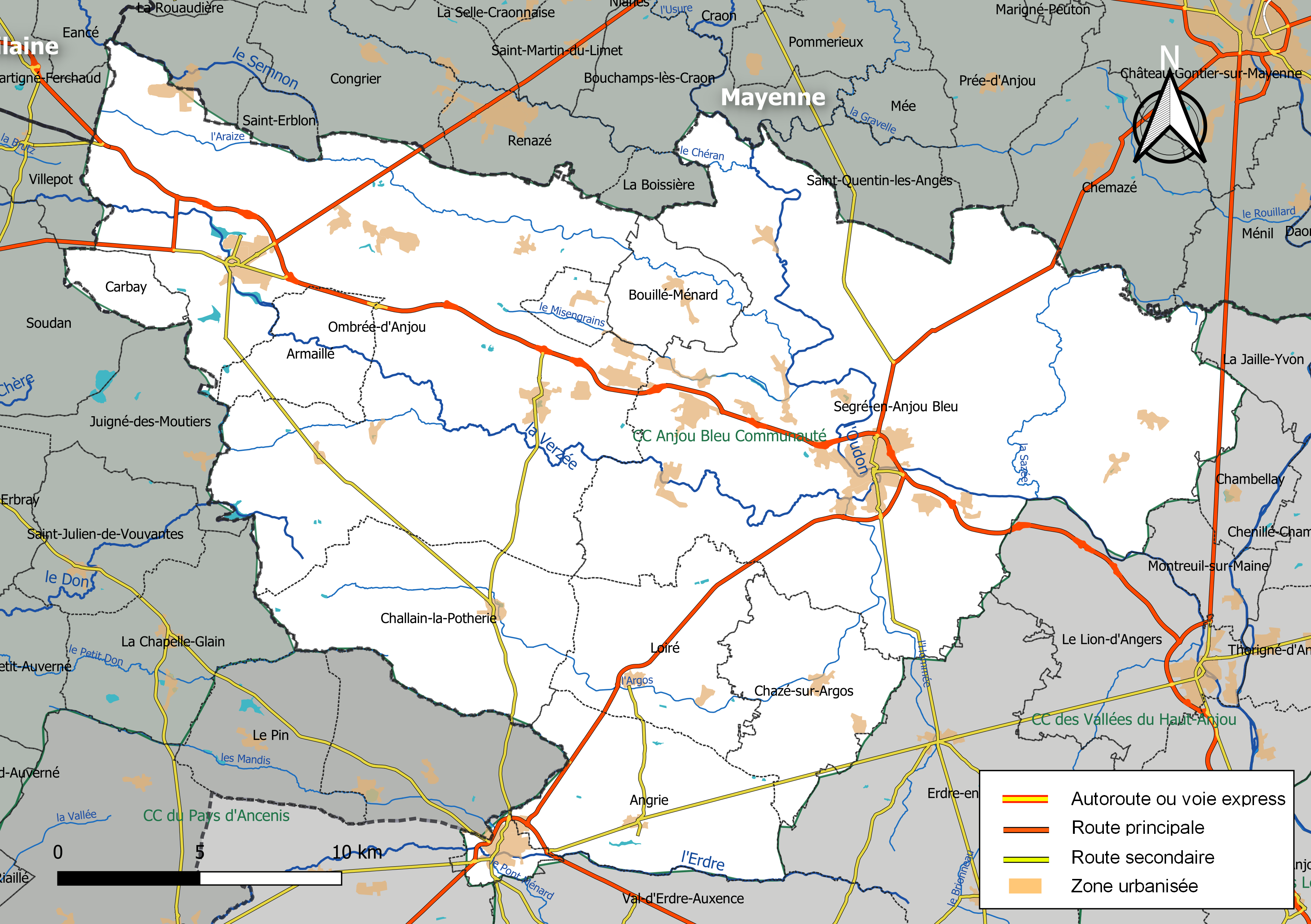
Carte de l'intercommunalité Anjou Bleu Communauté au 1er janvier 2019.

### Composition

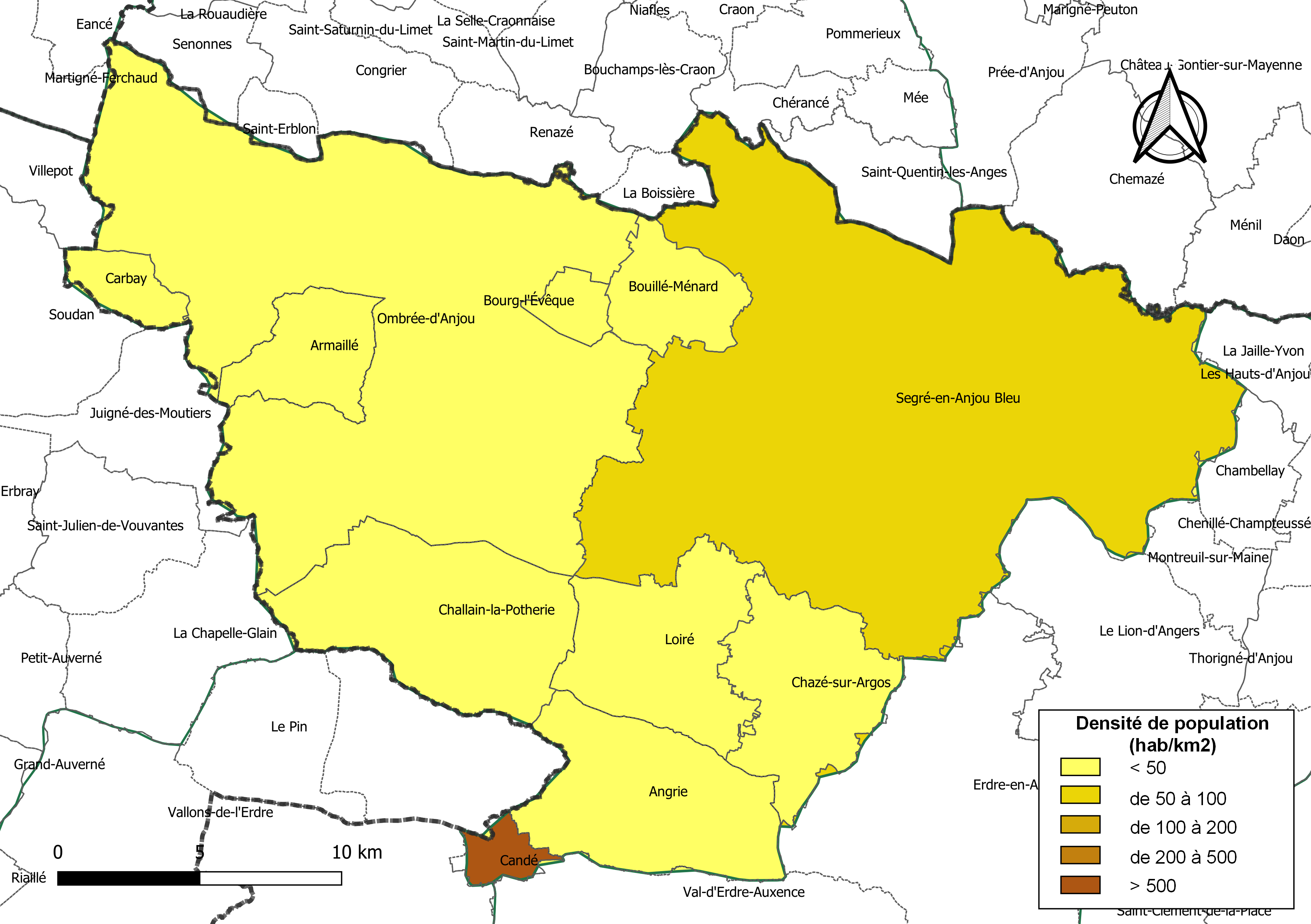
Carte des densités de population (millésimée 2016) des communes de l'intercommunalité Anjou Bleu Communauté. Composition en communes au 1er janvier 2019.

La communauté de communes est composée des 11 communes suivantes :

| Nom                         | Code Insee | Gentilé       | Superficie (km2) | Population (dernière pop. légale) | Densité (hab./km2) |
| --------------------------- | ---------- | ------------- | ---------------- | --------------------------------- | ------------------ |
| Segré-en-Anjou Bleu (siège) | 49331      |               | 241,54           | 17 617 (2022)                     | 73                 |
| Angrie                      | 49008      | Angriens      | 40,97            | 917 (2022)                        | 22                 |
| Armaillé                    | 49010      | Armailléens   | 16,78            | 317 (2022)                        | 19                 |
| Bouillé-Ménard              | 49036      | Bouilléens    | 15,79            | 775 (2022)                        | 49                 |
| Bourg-l'Évêque              | 49038      | Épiscopaliens | 5,29             | 236 (2022)                        | 45                 |
| Candé                       | 49054      | Candéens      | 5,16             | 2 815 (2022)                      | 546                |
| Carbay                      | 49056      | Carbaisiens   | 7,63             | 276 (2022)                        | 36                 |
| Challain-la-Potherie        | 49061      | Chalainois    | 47,87            | 811 (2022)                        | 17                 |
| Chazé-sur-Argos             | 49089      | Chazéens      | 30,82            | 1 067 (2022)                      | 35                 |
| Loiré                       | 49178      | Loiréens      | 33,73            | 884 (2022)                        | 26                 |
| Ombrée d'Anjou              | 49248      |               | 202,16           | 8 811 (2022)                      | 44                 |

### Démographie
| 1968   | 1975   | 1982   | 1990   | 1999   | 2010   | 2015   | 2021   |
| ------ | ------ | ------ | ------ | ------ | ------ | ------ | ------ |
| 34 472 | 33 691 | 33 295 | 31 947 | 31 337 | 34 129 | 34 709 | 34 612 |

## Administration

### Siège
Le siège de la communauté de communes est situé 1 place du Port à Segré-en-Anjou Bleu.

### Les élus
Le conseil communautaire d'Anjou Bleu Communauté se compose de 47 conseillers titulaires (et 6 suppléants) représentant chacune des communes membres et élus pour une durée de six ans.
Ils sont répartis comme suit :
| Nombre de conseillers | Communes                                                                      |
| --------------------- | ----------------------------------------------------------------------------- |
| 21                    | Segré-en-Anjou Bleu                                                           |
| 12                    | Ombrée d'Anjou                                                                |
| 4                     | Candé                                                                         |
| 2                     | Angrie, Chazé-sur-Argos                                                       |
| 1 (+ 1 suppléant)     | Armaillé, Bouillé-Ménard, Bourg-l'Évêque, Carbay, Challain-la-Potherie, Loiré |

### Présidence
Le 8 juin 2020, Gilles Grimaud est réélu président de la communauté de communes. Il est assisté d'un bureau communautaire de 13 membres composé du président, de 9 vice-présidents et 3 conseillers délégués.
| Période                                  | Période                   | Identité       | Étiquette | Qualité                                                                              |
| ---------------------------------------- | ------------------------- | -------------- | --------- | ------------------------------------------------------------------------------------ |
| 2017                                     | En cours (au 8 juin 2020) | Gilles Grimaud | DVD       | maire de Segré-en-Anjou Bleu (2016-2020), conseiller départemental de Maine-et-Loire |
| Les données manquantes sont à compléter. |                           |                |           |                                                                                      |

### Régime fiscal et Budget
Le régime fiscal de la communauté de communes est la fiscalité professionnelle unique (FPU).